# Leptogorgia ramulus
Leptogorgia ramulus is een zachte koraalsoort uit de familie Gorgoniidae. De koraalsoort komt uit het geslacht Leptogorgia. Leptogorgia ramulus werd in 1855 voor het eerst wetenschappelijk beschreven door Valenciennes. 